# Solarino
Solarino település Olaszországban, Siracusa megyében. Lakosainak száma 7513 fő (2023. január 1.). Solarino Floridia, Palazzolo Acreide, Sortino, Priolo Gargallo és Siracusa községekkel határos.

## Népesség
A település népességének változása:
| Lakosok száma | 8178 | 8130 | 7513 |
|               | 2017 | 2018 | 2023 |